# Паньона
Паньона (итал. Pagnona) — коммуна в Италии, располагается в регионе Ломбардия, в провинции Лекко.
Население составляет 439 человек (2008 г.), плотность населения составляет 55 чел./км². Занимает площадь 8 км². Почтовый индекс — 22050. Телефонный код — 0341.
Покровителем коммуны почитается святой апостол Андрей Первозванный. Праздник города отмечается ежегодно 30 ноября.

## Демография
Динамика населения:

## Администрация коммуны
- Официальный сайт: http://www.comune.pagnona.lc.it/